# Хасбая (район)
Хасбая (араб. قضاء حاصبيا) — один з 25 районів Лівану, входить до складу провінції Південний Ліван. Адміністративний центр — м. Хасбая. На південному заході межує з районом Марджаюн, на заході — з районом Джеззін, на півночі — з районами Західна Бекаа та Рашайя, на півдні та сході — з Голанськими висотами, що знаходяться під контролем Ізраїлю, та з територією, що знаходиться під контролем UNDOF.
| Ліван | Це незавершена стаття з географії Лівану. Ви можете допомогти проєкту, виправивши або дописавши її. |